# Mystacidium nguruense
Mystacidium nguruense là một loài thực vật có hoa trong họ Lan. Loài này được P.J.Cribb mô tả khoa học đầu tiên năm 1989.